# Tau Coronae Borealis
Tau Coronae Borealis (16 Coronae Borealis) é uma estrela na direção da constelação de Corona Borealis. Possui uma ascensão reta de 16h 08m 58.33s e uma declinação de +36° 29′ 24.4″. Sua magnitude aparente é igual a 4.73. Considerando sua distância de 113 anos-luz em relação à Terra, sua magnitude absoluta é igual a 2.03. Pertence à classe espectral K0III-IV.